# Iida, Nagano
Iida (飯田市 Iida-shi) là một thành phố thuộc tỉnh Nagano, Nhật Bản.